# Тристан-да-Кунья (острів)
Острів Тристан-да-Кунья — єдиний острів однойменного архіпелагу з постійним населенням. Головне поселення острова — Единбург Семи Морів в північно-західній частині острова. Інші поселення непостійні і є науковими базами і метеорологічними станціями. Населення острова — близько 300 чоловік.

## Географія
На острові розташована найвища точка архіпелагу — пік Квін-Мері (Королеви Марії), заввишки 2062 метрів над рівнем моря. Взимку вершина гори покрита снігом. Квін-Мері — вулкан, що вивергався кілька разів з моменту відкриття острова.
Острів Тристан-да-Кунья має скелястий берег і гірський рельєф. Єдина територія острова, пристосована для постійного життя людини, — північна і північно-західна частина. На цих територіях культивують картоплю, кукурудзу.

### Клімат
| Клімат Тристан-да-Кунья                                                       | Клімат Тристан-да-Кунья | Клімат Тристан-да-Кунья | Клімат Тристан-да-Кунья | Клімат Тристан-да-Кунья | Клімат Тристан-да-Кунья | Клімат Тристан-да-Кунья | Клімат Тристан-да-Кунья | Клімат Тристан-да-Кунья | Клімат Тристан-да-Кунья | Клімат Тристан-да-Кунья | Клімат Тристан-да-Кунья | Клімат Тристан-да-Кунья | Клімат Тристан-да-Кунья |
| Показник                                                                      | Січ.                    | Лют.                    | Бер.                    | Квіт.                   | Трав.                   | Черв.                   | Лип.                    | Серп.                   | Вер.                    | Жовт.                   | Лист.                   | Груд.                   | Рік                     |
| Абсолютний максимум, °C                                                       | 23,7                    | 24,4                    | 24,4                    | 22,4                    | 20,3                    | 18,7                    | 17,8                    | 17,3                    | 17,1                    | 18,4                    | 20,4                    | 21,8                    | 24,4                    |
| Середній максимум, °C                                                         | 20,4                    | 21,2                    | 20,5                    | 18,9                    | 16,9                    | 15,3                    | 14,4                    | 14,2                    | 14,3                    | 15,4                    | 17,0                    | 18,9                    | 17,3                    |
| Середня температура, °C                                                       | 17,9                    | 18,8                    | 17,9                    | 15,4                    | 14,6                    | 13,1                    | 12,2                    | 11,9                    | 12,0                    | 13,0                    | 14,6                    | 16,5                    | 14,8                    |
| Середній мінімум, °C                                                          | 15,4                    | 16,2                    | 15,3                    | 11,9                    | 12,3                    | 10,9                    | 10,0                    | 9,6                     | 9,7                     | 10,6                    | 12,2                    | 14,1                    | 12,4                    |
| Абсолютний мінімум, °C                                                        | 10,9                    | 11,8                    | 10,3                    | 9,5                     | 7,4                     | 6,3                     | 4,8                     | 4,6                     | 5,1                     | 6,4                     | 8,3                     | 9,7                     | 4,6                     |
| Середня кількість сонячних годин на місяць                                    | 139,5                   | 144,0                   | 145,7                   | 129,0                   | 108,5                   | 99,0                    | 105,4                   | 105,4                   | 120,0                   | 133,3                   | 138,0                   | 130,2                   | 1498,0                  |
| Норма опадів, мм                                                              | 93                      | 113                     | 121                     | 129                     | 155                     | 160                     | 160                     | 175                     | 169                     | 151                     | 128                     | 127                     | 1681                    |
| Днів з опадами                                                                | 18                      | 17                      | 17                      | 20                      | 23                      | 23                      | 25                      | 26                      | 24                      | 22                      | 18                      | 19                      | 252                     |
| Вологість повітря, %                                                          | 79                      | 77                      | 75                      | 78                      | 78                      | 79                      | 79                      | 79                      | 78                      | 79                      | 79                      | 80                      | 78                      |
| ----------------------------------------------------------------------------- | ----------------------- | ----------------------- | ----------------------- | ----------------------- | ----------------------- | ----------------------- | ----------------------- | ----------------------- | ----------------------- | ----------------------- | ----------------------- | ----------------------- | ----------------------- |
| Джерело: Worldwide Bioclimatic Classification System, Climate and Temperature |                         |                         |                         |                         |                         |                         |                         |                         |                         |                         |                         |                         |                         |

## Флора і фауна
Домашні тварини і худоба жителів острова Тристан-да-Кунья не дичавіють, і великої небезпеки для природи не являють.
На острові ростуть папороті і трав'яні злаки, з яких чимало ендеміків.
У фауні острова також чимало ендеміків:
- Тристанський дрізд (Nesocichla eremita)
- Тристанський скельний лобстер (Jasus tristani)